# Bikku Bitti
Bikku Bitti – szczyt w pasmie Tibesti, w Północnej Afryce. Leży w południowej Libii, blisko granicy z Czadem. Jest to najwyższy szczyt Libii. Nie jest to jednak najwyższy szczyt gór Tibesti, jest nim położony w Czadzie Emi Kussi.